# Ivanava
Ivanava (bělorusky Іванава, rusky Иваново – Ivanovo) je město v Brestské oblasti v Bělorusku, správní středisko Ivanaŭského rajónu. K roku 2018 mělo přes šestnáct tisíc obyvatel.

## Poloha a doprava
Ivanava leží v historické oblasti Polesí. Je vzdálena zhruba 130 kilometrů východně od Brestu, správního střediska oblasti, čtyřicet kilometrů západně od Pinsku a zhruba 290 kilometrů jihozápadně od Minsku, hlavního města Běloruska.
Z východu na západ přes Ivanavu prochází dálnice M10 vedoucí od Dobruše u bělorusko-ruské hranice přes Homel a Pinsk a pokračující na západ přes Drahičyn do Kobrynu. V Ivanavě se od ní odpojuje místní silnice R144 vedoucí na jih ke zhruba třicet kilometrů vzdálené bělorusko-ukrajinské hranici, odkud na ni navazuje ukrajinská silnice R-14 vedoucí přes Ljubešin do Lucku.

## Dějiny
První zmínka o zdejším osídlení je z 15. století, kdy zde ležela vesnice Porchovo (Порхово). Tu přejmenoval v roce 1465 Jan Laskovič na Janov. Toto jméno platilo v různých jazykových variantách (bělorusky Янаў – Janaŭ, rusky Янов – Janov) až do přejmenování v roce 1940 a například v polštině se používá Janów i nadále. Roku 1657 zde byl pravoslavnými kozáky zajat, mučen a popraven katolický kněz a mučedník svatý Ondřej Bobola.
V rámci třetího dělení Polska připadla Ivanava v roce 1795 ruskému impériu, v kterém zůstala až do roku 1921, kdy připadla Rižským mírem druhé Polské republice.
V září 1939 obsadila Ivanavu v rámci sovětské invaze do Polska Rudá armáda a přiřadila ji k Sovětskému svazu, ale následně ji v roce 1941 dobyla německá armáda a v rámci nacistického Německa spadala do říšského komisariátu Ukrajina. Po znovudobytí Sověty v roce 1944 připadla Ivanava do Běloruské sovětské socialistické republiky. V té byla v roce 1972 povýšena na město.
Od roku 1991 je Ivanava součástí nezávislého Běloruska.